# Giải vô địch bóng đá U-20 thế giới 2013

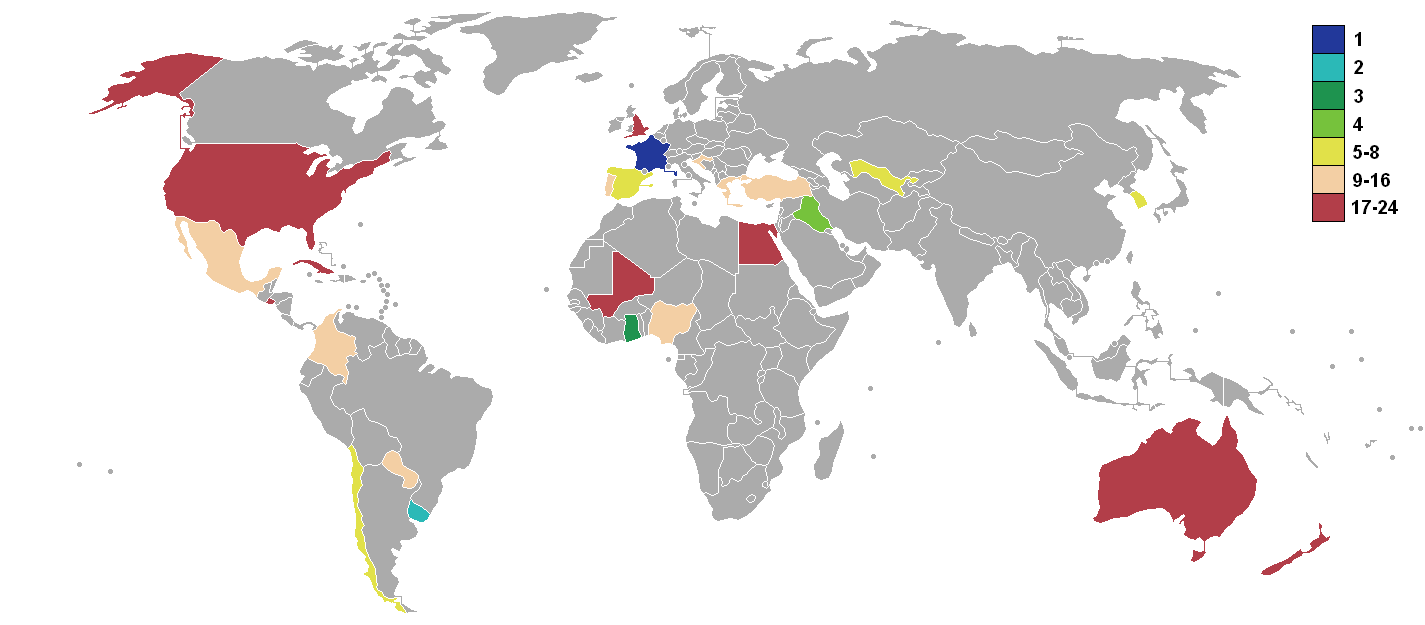
Kết quả chung cuộc của các đội tham dự giải vô địch bóng đá U-20 thế giới 2013.

Giải vô địch bóng đá U-20 thế giới 2013 là lần thứ 19 của Giải vô địch bóng đá U-20 thế giới, kể từ khi thành lập năm 1977 với tên gọi Giải vô địch bóng đá trẻ thế giới. Giải diễn ra từ 21 tháng 6 đến ngày 13 tháng 7 năm 2013. Tại cuộc họp bất thường của FIFA ở Zürich, Thụy Sĩ vào ngày 3 tháng 3 năm 2011, Thổ Nhĩ Kỳ đã đánh bại các ứng cử viên khác để giành quyền đăng cai giải đấu bóng đá trẻ danh giá nhất hành tinh, từ sự cạnh tranh đăng cai của Các Tiểu vương quốc Ả Rập Thống nhất và Uzbekistan. Trong cuộc đua đăng cai giải đấu, Thổ Nhĩ Kỳ đề xuất sử dụng 13 sân vận động tại 10 thành phố, trước khi đưa ra quyết định vào tháng 2 năm 2012 rằng 7 thành phố sẽ tổ chức giải đấu này.
Giải đấu đánh dấu lần đầu tiên cả hai đội tuyển giàu thành tích nhất là Argentina và Brasil đều không vượt qua vòng loại. Đây là lần thứ hai Brasil không góp mặt tại giải (lần đầu tiên vào năm 1979).
Pháp lần đầu tiên vô địch giải đấu, trở thành quốc gia đầu tiên giành được tới 11 danh hiệu môn bóng đá nam (Giải vô địch bóng đá thế giới, Cúp Liên đoàn các châu lục, Giải vô địch bóng đá U-20 thế giới, Giải vô địch bóng đá U-17 thế giới, và Thế vận hội Mùa hè).

## Bầu chọn chủ nhà
Vào ngày cuối của cuộc đăng cai (17 tháng 1 năm 2011), ba hiệp hội thành viên xác nhận họ sẽ làm chủ nhà của giải đấu. Cả Thổ Nhĩ Kỳ lẫn Uzbekistan đều chưa từng đăng cai một giải đấu thuộc FIFA, trong khi UAE đã đăng cai giải đấu cấp FIFA (U-20) và giải đấu U-20 này diễn ra vào năm 2003.
- Thổ Nhĩ Kỳ
- Các tiểu Vương quốc Ả Rập Thống nhất
- Uzbekistan
- Zimbabwe (rút lui)

## Địa điểm thi đấu
| Istanbul                                          | Kayseri                                                                                             | Bursa                                                                                               |
| ------------------------------------------------- | --------------------------------------------------------------------------------------------------- | --------------------------------------------------------------------------------------------------- |
| Türk Telekom Arena                                | Sân vận động Kadir Has                                                                              | Sân vận động Atatürk                                                                                |
| 41°6′10,33″B 28°59′25,51″Đ / 41,1°B 28,98333°Đ    | 38°44′13,7″B 35°25′23,76″Đ / 38,73333°B 35,41667°Đ                                                  | 40°11′33,53″B 29°2′55,52″Đ / 40,18333°B 29,03333°Đ                                                  |
| Sức chứa: 52,652                                  | Sức chứa: 32,864                                                                                    | Sức chứa: 25,213                                                                                    |
|                                                   | | |
| Trabzon                                           | AntalyaBursaKayseriGaziantepIstanbulRizeTrabzonGiải vô địch bóng đá U-20 thế giới 2013 (Thổ Nhĩ Kỳ) | AntalyaBursaKayseriGaziantepIstanbulRizeTrabzonGiải vô địch bóng đá U-20 thế giới 2013 (Thổ Nhĩ Kỳ) |
| Sân vận động Hüseyin Avni Aker                    | AntalyaBursaKayseriGaziantepIstanbulRizeTrabzonGiải vô địch bóng đá U-20 thế giới 2013 (Thổ Nhĩ Kỳ) | AntalyaBursaKayseriGaziantepIstanbulRizeTrabzonGiải vô địch bóng đá U-20 thế giới 2013 (Thổ Nhĩ Kỳ) |
| 41°0′16,68″B 39°42′18,84″Đ / 41°B 39,7°Đ          | AntalyaBursaKayseriGaziantepIstanbulRizeTrabzonGiải vô địch bóng đá U-20 thế giới 2013 (Thổ Nhĩ Kỳ) | AntalyaBursaKayseriGaziantepIstanbulRizeTrabzonGiải vô địch bóng đá U-20 thế giới 2013 (Thổ Nhĩ Kỳ) |
| Sức chứa: 23,772                                  | AntalyaBursaKayseriGaziantepIstanbulRizeTrabzonGiải vô địch bóng đá U-20 thế giới 2013 (Thổ Nhĩ Kỳ) | AntalyaBursaKayseriGaziantepIstanbulRizeTrabzonGiải vô địch bóng đá U-20 thế giới 2013 (Thổ Nhĩ Kỳ) |
|                                                   | AntalyaBursaKayseriGaziantepIstanbulRizeTrabzonGiải vô địch bóng đá U-20 thế giới 2013 (Thổ Nhĩ Kỳ) | AntalyaBursaKayseriGaziantepIstanbulRizeTrabzonGiải vô địch bóng đá U-20 thế giới 2013 (Thổ Nhĩ Kỳ) |
| Gaziantep                                         | Rize                                                                                                | Antalya                                                                                             |
| Sân vận động Kamil Ocak                           | Sân vận động Yeni Şehir                                                                             | Akdeniz University Stadium                                                                          |
| 37°4′3,26″B 37°22′39,33″Đ / 37,06667°B 37,36667°Đ | 41°1′23″B 40°31′58,6″Đ / 41,02306°B 40,51667°Đ                                                      | 36°53′37,67″B 30°38′48,21″Đ / 36,88333°B 30,63333°Đ                                                 |
| Sức chứa: 16,981                                  | Sức chứa: 15,485                                                                                    | Sức chứa: 7,083                                                                                     |
|                                                   | | |

## Vòng loại
Ngoài chủ nhà Thổ Nhĩ Kỳ, 23 quốc gia đủ điều kiện từ sáu châu lục sẽ tham gia tranh vé tới giải đấu.
| Liên đoàn                          | Vòng loại                                     | Các đội tuyển vượt qua vòng loại                          |
| ---------------------------------- | --------------------------------------------- | --------------------------------------------------------- |
| AFC (châu Á)                       | Giải vô địch bóng đá U-19 châu Á 2012         | Úc · Iraq · Hàn Quốc · Uzbekistan                         |
| CAF (châu Phi)                     | Giải vô địch bóng đá U-20 châu Phi 2013       | Ai Cập · Ghana · Mali · Nigeria                           |
| CONCACAF (Bắc, Trung Mỹ & Carribe) | Giải vô địch bóng đá U-20 CONCACAF 2012       | Cuba1 · El Salvador1 · México · Hoa Kỳ                    |
| CONMEBOL (Nam Mỹ)                  | Giải vô địch bóng đá trẻ Nam Mỹ 2013          | Chile · Colombia · Paraguay · Uruguay                     |
| OFC (châu Đại Dương)               | Giải vô địch bóng đá U-20 châu Đại Dương 2012 | New Zealand                                               |
| UEFA (châu Âu)                     | Chủ nhà                                       | Thổ Nhĩ Kỳ                                                |
| UEFA (châu Âu)                     | Giải vô địch bóng đá U-19 châu Âu 2012        | Croatia · Anh · Pháp · Hy Lạp1 · Bồ Đào Nha · Tây Ban Nha |

1. ^  Các đội lần đầu tiên tham dự.

## Bốc thăm
Lễ bốc thăm phân nhánh được tổ chức tại Khách sạn Grand Tarabya ở Istanbul vào ngày 25 tháng 3 năm 2013, lúc 19:00 giờ địa phương.
Ngày 12 tháng 2 năm 2013, FIFA công bố thứ tự bốc thăm. 24 đội được chia thành bốn nhóm khác nhau:
- Nhóm 1: Các nhà vô địch của sáu liên đoàn
- Nhóm 2: Các đội còn lại từ AFC và CAF
- Nhóm 3: Các đội còn lại từ CONCACAF và CONMEBOL
- Nhóm 4: Chủ nhà và các đội còn lại từ UEFA

Thổ Nhĩ Kỳ được xếp vào vị trí C1 và Tây Ban Nha được xếp vào bảng A. Theo nguyên tắc bốc thăm, các đội cùng một liên đoàn không được đối đầu với nhau ở vòng bảng, ngoại trừ ở bảng A có hai đội từ UEFA.
Vì Giải vô địch bóng đá U-20 châu Phi chưa hoàn thành vào thời điểm bốc thăm, nên một lễ bốc thăm riêng đã diễn ra khi giải đấu kết thúc vào ngày 30 tháng 3 tại Oran, Algeria để xác định các bảng xếp hạng nhì, ba  và các đội CAF xếp thứ tư sẽ thi đấu. Vì Giải vô địch bóng đá U-20 châu Đại Dương được tổ chức sau thời điểm bốc thăm, New Zealand xuất hiện ở Nhóm 1 với tư cách là Nhà vô địch châu Đại Dương.
| Nhóm 1                                                                                   | Nhóm 2                                          | Nhóm 3                                                   | Nhóm 4                                                                   |
| ---------------------------------------------------------------------------------------- | ----------------------------------------------- | -------------------------------------------------------- | ------------------------------------------------------------------------ |
| Hàn Quốc · Ai Cập · México · Colombia · New Zealand · Tây Ban Nha (chuyển sang nhóm A) · | Úc · Iraq · Uzbekistan · Ghana · Mali · Nigeria | Cuba · El Salvador · Hoa Kỳ · Chile · Paraguay · Uruguay | Croatia · Anh · Pháp · Hy Lạp · Bồ Đào Nha · Thổ Nhĩ Kỳ (assigned to C1) |

## Trọng tài
23 trọng tài đã được FIFA công bố vào ngày 13 tháng 5 năm 2013.
| Liên đoàn | Trọng tài                              | Trợ lý                                                                |
| --------- | -------------------------------------- | --------------------------------------------------------------------- |
| AFC       | Ben Williams (Úc)                      | Matthew Cream (Úc) Hakan Anaz (Úc)                                    |
| AFC       | Nawaf Shukralla (Bahrain)              | Yaser Tulefat (Bahrain) Ebrahim Saleh (Bahrain)                       |
| AFC       | Alireza Faghani (Iran)                 | Hassan Kamranifar (Iran) Reza Sokhandan (Iran)                        |
| CAF       | Néant Alioum (Cameroon)                | Evarist Menkouande (Cameroon) Peter Edibe (Nigeria)                   |
| CAF       | Bakary Gassama (Gambia)                | Angesom Ogbamariam (Eritrea) Félicien Kabanda (Rwanda)                |
| CAF       | Noumandiez Doué (Bờ Biển Ngà)          | Songuifolo Yeo (Bờ Biển Ngà) Jean-Claude Birumushahu (Burundi)        |
| CONCACAF  | Walter López (Guatemala)               | Gerson López (Guatemala) Leonel Leal (Costa Rica)                     |
| CONCACAF  | Roberto García (Mexico)                | José Luis Camargo (Mexico) Alberto Morín (Mexico)                     |
| CONCACAF  | Roberto Moreno (Panama)                | Daniel Williamson (Panama) Keyztel Corrales (Nicaragua)               |
| CONMEBOL  | Sandro Ricci (Brasil)                  | Alessandro Rocha (Brasil) Emerson de Carvalho (Brasil)                |
| CONMEBOL  | Wilmar Roldán (Colombia)               | Humberto Clavijo (Colombia) Eduardo Díaz (Colombia)                   |
| CONMEBOL  | Carlos Vera (Ecuador)                  | Christian Lescano (Ecuador) Byron Romero (Ecuador)                    |
| CONMEBOL  | Antonio Arias (Paraguay)               | Rodney Aquino (Paraguay) Carlos Cáceres (Paraguay)                    |
| CONMEBOL  | Víctor Hugo Carrillo (Peru)            | Jonny Bossio (Peru) César Escano (Peru)                               |
| OFC       | Peter O'Leary (New Zealand)            | Jan-Hendrik Hintz (New Zealand) Ravinesh Kumar (Fiji)                 |
| UEFA      | Stéphane Lannoy (Pháp)                 | Frédéric Cano (Pháp) Michaël Annonier (Pháp)                          |
| UEFA      | Viktor Kassai (Hungary)                | Gábor Erős (Hungary) István Albert (Hungary)                          |
| UEFA      | Nicola Rizzoli (Ý)                     | Renato Faverani (Ý) Andrea Stefani (Ý)                                |
| UEFA      | Milorad Mažić (Serbia)                 | Milovan Ristić (Serbia) Dalibor Djurdjević (Serbia)                   |
| UEFA      | Damir Skomina (Slovenia)               | Matej Žunič (Slovenia) Bojan Ul (Slovenia)                            |
| UEFA      | Alberto Undiano Mallenco (Tây Ban Nha) | Raúl Cabanero Martínez (Tây Ban Nha) Roberto Díaz Pérez (Tây Ban Nha) |
| UEFA      | Jonas Eriksson (Thụy Điển)             | Mathias Klasenius (Thụy Điển) Daniel Wärnmark (Thụy Điển)             |
| UEFA      | Cüneyt Çakır (Thổ Nhĩ Kỳ)              | Bahattin Duran (Thổ Nhĩ Kỳ) Tarık Ongun (Thổ Nhĩ Kỳ)                  |

## Đội hình
Các đội tuyển phải đặt tên cho một đội gồm 21 người (ba trong số họ phải là thủ môn) trước thời hạn của FIFA. Tất cả các đội tham dự giải phải công bố đội hình trước ngày 14 tháng 6 năm 2013.

## Vòng bảng
Các đội nhất và nhì của mỗi bảng, cũng như bốn đội xếp thứ ba có thành tích tốt nhất, giành quyền vào vòng 16 đội.
Thứ hạng của mỗi đội trong mỗi bảng được xác định như sau:
1. Điểm đạt được trong tất cả các trận đấu nhóm.
2. Hiệu số bàn thắng bại trong tất cả các trận vòng bảng.
3. Số bàn thắng ghi được trong tất cả các trận vòng bảng.

Nếu hai hoặc nhiều đội bằng điểm dựa trên ba tiêu chí trên, thứ hạng của họ được xác định như sau:
1. Điểm đạt được trong các trận đấu vòng bảng giữa các đội có liên quan.
2. Hiệu số bàn thắng bại trong các trận đấu vòng bảng giữa các đội có liên quan.
3. Số bàn thắng được ghi trong các trận đấu vòng bảng giữa các đội liên quan.
4. Quyết định bốc thăm của ban tổ chức.

Tất cả các trận đấu diễn ra theo giờ địa phương (UTC+03:00).

### Bảng A
| VT | Đội         | ST | T | H | B | BT | BB | HS | Đ | Giành quyền tham dự |
| -- | ----------- | -- | - | - | - | -- | -- | -- | - | ------------------- |
| 1  | Tây Ban Nha | 3  | 3 | 0 | 0 | 7  | 2  | +5 | 9 | Vòng 16 đội         |
| 2  | Pháp        | 3  | 1 | 1 | 1 | 5  | 4  | +1 | 4 | Vòng 16 đội         |
| 3  | Ghana       | 3  | 1 | 0 | 2 | 5  | 5  | 0  | 3 | Vòng 16 đội         |
| 4  | Hoa Kỳ      | 3  | 0 | 1 | 2 | 3  | 9  | −6 | 1 |                     |

| Pháp                                      | 3–1      | Ghana      |
| ----------------------------------------- | -------- | ---------- |
| Kondogbia 65' · Sanogo 68' · Bahebeck 79' | Chi tiết | Boakye 85' |

| Hoa Kỳ  | 1–4      | Tây Ban Nha                      |
| ------- | -------- | -------------------------------- |
| Gil 77' | Chi tiết | Jesé 5', 44' · Deulofeu 42', 61' |

| Pháp               | 1–1      | Hoa Kỳ     |
| ------------------ | -------- | ---------- |
| Sanogo 48' (ph.đ.) | Chi tiết | Cuevas 85' |

| Tây Ban Nha | 1–0      | Ghana |
| ----------- | -------- | ----- |
| Jesé 13'    | Chi tiết |       |

| Tây Ban Nha            | 2–1      | Pháp       |
| ---------------------- | -------- | ---------- |
| Alcácer 23' · Jesé 56' | Chi tiết | Vion 90+1' |

| Ghana                                          | 4–1      | Hoa Kỳ      |
| ---------------------------------------------- | -------- | ----------- |
| Acheampong 38' · Assifuah 58', 78' · Ashia 83' | Chi tiết | O'Neill 69' |

### Bảng B
| VT | Đội        | ST | T | H | B | BT | BB | HS | Đ | Giành quyền tham dự |
| -- | ---------- | -- | - | - | - | -- | -- | -- | - | ------------------- |
| 1  | Bồ Đào Nha | 3  | 2 | 1 | 0 | 10 | 4  | +6 | 7 | Vòng 16 đội         |
| 2  | Nigeria    | 3  | 2 | 0 | 1 | 6  | 3  | +3 | 6 | Vòng 16 đội         |
| 3  | Hàn Quốc   | 3  | 1 | 1 | 1 | 4  | 4  | 0  | 4 | Vòng 16 đội         |
| 4  | Cuba       | 3  | 0 | 0 | 3 | 1  | 10 | −9 | 0 |                     |

| Cuba     | 1–2      | Hàn Quốc                                        |
| -------- | -------- | ----------------------------------------------- |
| Reyes 7' | Chi tiết | Kwon Chang-hoon 51' (ph.đ.) · Ryu Seung-woo 83' |

| Nigeria         | 2–3      | Bồ Đào Nha                  |
| --------------- | -------- | --------------------------- |
| Ajagun 57', 67' | Chi tiết | Bruma 30', 69' · Aladje 34' |

| Cuba | 0–3      | Nigeria                    |
| ---- | -------- | -------------------------- |
|      | Chi tiết | Umar 19', 23' · Ajagun 67' |

| Bồ Đào Nha            | 2–2      | Hàn Quốc                         |
| --------------------- | -------- | -------------------------------- |
| Aladje 3' · Bruma 60' | Chi tiết | Ryu Seung-woo 45' · Kim Hyun 76' |

| Hàn Quốc | 0–1      | Nigeria   |
| -------- | -------- | --------- |
|          | Chi tiết | Kayode 9' |

| Bồ Đào Nha                                           | 5–0      | Cuba |
| ---------------------------------------------------- | -------- | ---- |
| Ricardo 15' · Aladje 37' · Bruma 43', 62' · Tozé 69' | Chi tiết |      |

### Bảng C
| VT | Đội         | ST | T | H | B | BT | BB | HS | Đ | Giành quyền tham dự |
| -- | ----------- | -- | - | - | - | -- | -- | -- | - | ------------------- |
| 1  | Colombia    | 3  | 2 | 1 | 0 | 5  | 1  | +4 | 7 | Vòng 16 đội         |
| 2  | Thổ Nhĩ Kỳ  | 3  | 2 | 0 | 1 | 5  | 2  | +3 | 6 | Vòng 16 đội         |
| 3  | El Salvador | 3  | 1 | 0 | 2 | 2  | 7  | −5 | 3 |                     |
| 4  | Úc          | 3  | 0 | 1 | 2 | 3  | 5  | −2 | 1 |                     |

| Colombia    | 1–1      | Úc           |
| ----------- | -------- | ------------ |
| Córdoba 78' | Chi tiết | De Silva 46' |

| Thổ Nhĩ Kỳ               | 3–0      | El Salvador |
| ------------------------ | -------- | ----------- |
| Uçan 9' · Şahin 46', 64' | Chi tiết |             |

| Úc           | 1–2      | El Salvador         |
| ------------ | -------- | ------------------- |
| Brillante 9' | Chi tiết | Coca 17' · Peña 40' |

| Thổ Nhĩ Kỳ | 0–1      | Colombia     |
| ---------- | -------- | ------------ |
|            | Chi tiết | Quintero 52' |

| Úc           | 1–2      | Thổ Nhĩ Kỳ                   |
| ------------ | -------- | ---------------------------- |
| Maclaren 52' | Chi tiết | Çalhanoğlu 54' · Yokuşlu 87' |

| El Salvador | 0–3      | Colombia                                            |
| ----------- | -------- | --------------------------------------------------- |
|             | Chi tiết | Rentería 21' · Córdoba 25' (ph.đ.) · Quintero 90+1' |

### Bảng D
| VT | Đội      | ST | T | H | B | BT | BB | HS | Đ | Giành quyền tham dự |
| -- | -------- | -- | - | - | - | -- | -- | -- | - | ------------------- |
| 1  | Hy Lạp   | 3  | 1 | 2 | 0 | 3  | 2  | +1 | 5 | Vòng 16 đội         |
| 2  | Paraguay | 3  | 1 | 2 | 0 | 3  | 2  | +1 | 5 | Vòng 16 đội         |
| 3  | México   | 3  | 1 | 0 | 2 | 5  | 4  | +1 | 3 | Vòng 16 đội         |
| 4  | Mali     | 3  | 0 | 2 | 1 | 2  | 5  | −3 | 2 |                     |

1. 1 2  Hình thức bốc thăm được sử dụng để xác định vị trí cuối cùng của Hy Lạp và Paraguay, khi hai đội xếp ngang nhau về điểm, hiệu số bàn thắng bại, số bàn thắng ghi được và thành tích đối đầu.

| México          | 1–2      | Hy Lạp                        |
| --------------- | -------- | ----------------------------- |
| Espericueta 40' | Chi tiết | Bouchalakis 16' · Kolovos 89' |

| Paraguay | 1–1      | Mali     |
| -------- | -------- | -------- |
| Rojas 7' | Chi tiết | Niane 3' |

| México | 0–1      | Paraguay     |
| ------ | -------- | ------------ |
|        | Chi tiết | González 52' |

| Mali | 0–0      | Hy Lạp |
| ---- | -------- | ------ |
|      | Chi tiết |        |

| Hy Lạp          | 1–1      | Paraguay       |
| --------------- | -------- | -------------- |
| Diamantakos 68' | Chi tiết | Montenegro 73' |

| Mali       | 1–4      | México                                          |
| ---------- | -------- | ----------------------------------------------- |
| Diallo 62' | Chi tiết | Bueno 2' · Corona 13' · Escoboza 69' · Luna 86' |

### Bảng E
| VT | Đội    | ST | T | H | B | BT | BB | HS | Đ | Giành quyền tham dự |
| -- | ------ | -- | - | - | - | -- | -- | -- | - | ------------------- |
| 1  | Iraq   | 3  | 2 | 1 | 0 | 6  | 4  | +2 | 7 | Vòng 16 đội         |
| 2  | Chile  | 3  | 1 | 1 | 1 | 4  | 4  | 0  | 4 | Vòng 16 đội         |
| 3  | Ai Cập | 3  | 1 | 0 | 2 | 4  | 4  | 0  | 3 |                     |
| 4  | Anh    | 3  | 0 | 2 | 1 | 3  | 5  | −2 | 2 |                     |

| Chile                    | 2–1      | Ai Cập      |
| ------------------------ | -------- | ----------- |
| Castillo 25' · Bravo 77' | Chi tiết | Kahraba 10' |

| Anh                      | 2–2      | Iraq                           |
| ------------------------ | -------- | ------------------------------ |
| Coady 41' · Williams 52' | Chi tiết | Faez 75' (ph.đ.) · Adnan 90+3' |

| Chile                | 1–1      | Anh      |
| -------------------- | -------- | -------- |
| Castillo 32' (ph.đ.) | Chi tiết | Kane 64' |

| Iraq                                 | 2–1      | Ai Cập   |
| ------------------------------------ | -------- | -------- |
| Abdul-Hussein 33' · Abdul-Raheem 79' | Chi tiết | Koka 27' |

| Iraq                   | 2–1      | Chile    |
| ---------------------- | -------- | -------- |
| Kamil 15' · Salman 67' | Chi tiết | Mora 28' |

| Ai Cập                     | 2–0      | Anh |
| -------------------------- | -------- | --- |
| Trezeguet 79' · Koka 90+3' | Chi tiết |     |

### Bảng F
| VT | Đội         | ST | T | H | B | BT | BB | HS | Đ | Giành quyền tham dự       |
| -- | ----------- | -- | - | - | - | -- | -- | -- | - | ------------------------- |
| 1  | Croatia     | 3  | 2 | 1 | 0 | 4  | 2  | +2 | 7 | Advance to knockout stage |
| 2  | Uruguay     | 3  | 2 | 0 | 1 | 6  | 1  | +5 | 6 | Advance to knockout stage |
| 3  | Uzbekistan  | 3  | 1 | 1 | 1 | 4  | 5  | −1 | 4 | Advance to knockout stage |
| 4  | New Zealand | 3  | 0 | 0 | 3 | 1  | 7  | −6 | 0 |                           |

| New Zealand | 0–3      | Uzbekistan                                  |
| ----------- | -------- | ------------------------------------------- |
|             | Chi tiết | Makhstaliev 14' · Sergeev 53' · Turapov 67' |

| Uruguay | 0–1      | Croatia   |
| ------- | -------- | --------- |
|         | Chi tiết | Rebić 41' |

| New Zealand | 0–2      | Uruguay                      |
| ----------- | -------- | ---------------------------- |
|             | Chi tiết | De Arrascaeta 4' · López 75' |

| Croatia    | 1–1      | Uzbekistan    |
| ---------- | -------- | ------------- |
| Livaja 65' | Chi tiết | Rakhmonov 24' |

| Uzbekistan | 0–4      | Uruguay                                                    |
| ---------- | -------- | ---------------------------------------------------------- |
|            | Chi tiết | Gino 38' · López 47' · De Arrascaeta 64' · Bentancourt 77' |

| Croatia                | 2–1      | New Zealand        |
| ---------------------- | -------- | ------------------ |
| Perica 11' · Rebić 75' | Chi tiết | Fenton 84' (ph.đ.) |

### Xếp hạng các đội xếp thứ ba
Bốn đội nhất nhì trong số các đội xếp thứ ba được xác định như sau:
1. Điểm đạt được trong tất cả các trận đấu vòng bảng.
2. Hiệu số bàn thắng bại trong tất cả các trận vòng bảng.
3. Số bàn thắng ghi được trong tất cả các trận đấu vòng bảng.
4. Quyết định bốc thăm của ban tổ chức.

| VT | Bg | Đội         | ST | T | H | B | BT | BB | HS | Đ | Giành quyền tham dự |
| -- | -- | ----------- | -- | - | - | - | -- | -- | -- | - | ------------------- |
| 1  | B  | Hàn Quốc    | 3  | 1 | 1 | 1 | 4  | 4  | 0  | 4 | Vòng 16 đội         |
| 2  | F  | Uzbekistan  | 3  | 1 | 1 | 1 | 4  | 5  | −1 | 4 | Vòng 16 đội         |
| 3  | D  | México      | 3  | 1 | 0 | 2 | 5  | 4  | +1 | 3 | Vòng 16 đội         |
| 4  | A  | Ghana       | 3  | 1 | 0 | 2 | 5  | 5  | 0  | 3 | Vòng 16 đội         |
| 5  | E  | Ai Cập      | 3  | 1 | 0 | 2 | 4  | 4  | 0  | 3 |                     |
| 6  | C  | El Salvador | 3  | 1 | 0 | 2 | 2  | 7  | −5 | 3 |                     |

## Vòng đấu loại trực tiếp
Trong vòng đấu loại trực tiếp, hiệp phụ và loạt sút luân lưu được sử dụng để quyết định đội thắng nếu cần thiết.

### Sơ đồ
|  | Round of 16           | Round of 16          |                       |       | Tứ kết        | Tứ kết        |                       |                       | Bán kết | Bán kết |  |  | Chung kết | Chung kết |
|  |                       |                      |                       |       |               |               |                       |                       |         |         |  |  |           |           |
|  | 2 tháng 7 — Gaziantep |                      |                       |       |               |               |                       |                       |         |         |  |  |           |           |
|  |                       |                      |                       |       |               |               |                       |                       |         |         |  |  |           |           |
|  | Pháp                  | 4                    |                       |       |               |               |                       |                       |         |         |  |  |           |           |
|  | Pháp                  | 4                    | 6 tháng 7 — Rize      |       |               |               |                       |                       |         |         |  |  |           |           |
|  | Thổ Nhĩ Kỳ            | 1                    |                       |       |               |               |                       |                       |         |         |  |  |           |           |
|  | Thổ Nhĩ Kỳ            | 1                    | Pháp                  | 4     |               |               |                       |                       |         |         |  |  |           |           |
|  | 2 tháng 7 — Gaziantep |                      | Pháp                  | 4     |               |               |                       |                       |         |         |  |  |           |           |
|  |                       | Uzbekistan           | 0                     |       |               |               |                       |                       |         |         |  |  |           |           |
|  | Hy Lạp                | Uzbekistan           | 0                     | 1     |               |               |                       |                       |         |         |  |  |           |           |
|  | Hy Lạp                |                      | 10 tháng 7 — Bursa    | 1     |               |               |                       |                       |         |         |  |  |           |           |
|  | Uzbekistan            | 3                    |                       |       |               |               |                       |                       |         |         |  |  |           |           |
|  | Uzbekistan            | 3                    | Pháp                  | 2     |               |               |                       |                       |         |         |  |  |           |           |
|  | 3 tháng 7 — Kayseri   |                      | Pháp                  | 2     |               |               |                       |                       |         |         |  |  |           |           |
|  |                       | Ghana                | 1                     |       |               |               |                       |                       |         |         |  |  |           |           |
|  | Bồ Đào Nha            | Ghana                | 1                     | 2     |               |               |                       |                       |         |         |  |  |           |           |
|  | Bồ Đào Nha            | 7 tháng 7 — Istanbul |                       | 2     |               |               |                       |                       |         |         |  |  |           |           |
|  | Ghana                 | 3                    |                       |       |               |               |                       |                       |         |         |  |  |           |           |
|  | Ghana                 | 3                    | Ghana (s.h.p.)        | 4     |               |               |                       |                       |         |         |  |  |           |           |
|  | 3 tháng 7 — Bursa     |                      | Ghana (s.h.p.)        | 4     |               |               |                       |                       |         |         |  |  |           |           |
|  |                       | Chile                | 3                     |       |               |               |                       |                       |         |         |  |  |           |           |
|  | Croatia               | Chile                | 3                     | 0     |               |               |                       |                       |         |         |  |  |           |           |
|  | Croatia               |                      | 13 tháng 7 — Istanbul | 0     |               |               |                       |                       |         |         |  |  |           |           |
|  | Chile                 | 2                    |                       |       |               |               |                       |                       |         |         |  |  |           |           |
|  | Chile                 | 2                    | Pháp (p)              | 0 (4) |               |               |                       |                       |         |         |  |  |           |           |
|  | 3 tháng 7 — Antalya   |                      | Pháp (p)              | 0 (4) |               |               |                       |                       |         |         |  |  |           |           |
|  |                       | Uruguay              | 0 (1)                 |       |               |               |                       |                       |         |         |  |  |           |           |
|  | Iraq (s.h.p.)         | Uruguay              | 0 (1)                 | 1     |               |               |                       |                       |         |         |  |  |           |           |
|  | Iraq (s.h.p.)         | 7 tháng 7 — Kayseri  |                       | 1     |               |               |                       |                       |         |         |  |  |           |           |
|  | Paraguay              | 0                    |                       |       |               |               |                       |                       |         |         |  |  |           |           |
|  | Paraguay              | 0                    | Iraq (p)              | 3 (5) |               |               |                       |                       |         |         |  |  |           |           |
|  | 3 tháng 7 — Trabzon   |                      | Iraq (p)              | 3 (5) |               |               |                       |                       |         |         |  |  |           |           |
|  |                       | Hàn Quốc             | 3 (4)                 |       |               |               |                       |                       |         |         |  |  |           |           |
|  | Colombia              | Hàn Quốc             | 3 (4)                 | 1 (7) |               |               |                       |                       |         |         |  |  |           |           |
|  | Colombia              |                      | 10 tháng 7 — Trabzon  | 1 (7) |               |               |                       |                       |         |         |  |  |           |           |
|  | Hàn Quốc (p)          | 1 (8)                |                       |       |               |               |                       |                       |         |         |  |  |           |           |
|  | Hàn Quốc (p)          | 1 (8)                | Iraq                  | 1 (6) |               |               |                       |                       |         |         |  |  |           |           |
|  | 2 tháng 7 — Istanbul  |                      | Iraq                  | 1 (6) |               |               |                       |                       |         |         |  |  |           |           |
|  |                       | Uruguay (p)          | 1 (7)                 |       | Tranh hạng ba | Tranh hạng ba |                       |                       |         |         |  |  |           |           |
|  | Nigeria               | Uruguay (p)          | 1 (7)                 | 1     | Tranh hạng ba | Tranh hạng ba |                       |                       |         |         |  |  |           |           |
|  | Nigeria               | 6 tháng 7 — Bursa    | 6 tháng 7 — Bursa     | 1     |               |               | 13 tháng 7 — Istanbul | 13 tháng 7 — Istanbul |         |         |  |  |           |           |
|  | Uruguay               | 6 tháng 7 — Bursa    | 6 tháng 7 — Bursa     | 2     |               |               | 13 tháng 7 — Istanbul | 13 tháng 7 — Istanbul |         |         |  |  |           |           |
|  | Uruguay               | Uruguay (s.h.p.)     | 1                     | 2     | Ghana         | 3             |                       |                       |         |         |  |  |           |           |
|  | 2 tháng 7 — Istanbul  | Uruguay (s.h.p.)     | 1                     |       | Ghana         | 3             |                       |                       |         |         |  |  |           |           |
|  |                       | Tây Ban Nha          | 0                     |       | Iraq          | 0             |                       |                       |         |         |  |  |           |           |
|  | Tây Ban Nha           | Tây Ban Nha          | 0                     | 2     | Iraq          | 0             |                       |                       |         |         |  |  |           |           |
|  | Tây Ban Nha           |                      |                       | 2     |               |               |                       |                       |         |         |  |  |           |           |
|  | México                | 1                    |                       |       |               |               |                       |                       |         |         |  |  |           |           |
|  | México                | 1                    |                       |       |               |               |                       |                       |         |         |  |  |           |           |

### Vòng 16 đội
| Tây Ban Nha          | 2–1      | México      |
| -------------------- | -------- | ----------- |
| Derik 74' · Jesé 90' | Chi tiết | González 2' |

| Hy Lạp                 | 1–3      | Uzbekistan                                                    |
| ---------------------- | -------- | ------------------------------------------------------------- |
| Stafylidis 33' (ph.đ.) | Chi tiết | Makhstaliev 27' · Sergeev 62' (ph.đ.) · Rakhmanov 83' (ph.đ.) |

| Nigeria    | 1–2      | Uruguay                |
| ---------- | -------- | ---------------------- |
| Kayode 69' | Chi tiết | López 65', 84' (ph.đ.) |

| Pháp                                                     | 4–1      | Thổ Nhĩ Kỳ |
| -------------------------------------------------------- | -------- | ---------- |
| Kondogbia 18' · Bahebeck 34' · Sanogo 68' · Veretout 74' | Chi tiết | Bakış 77'  |

| Bồ Đào Nha            | 2–3      | Ghana                              |
| --------------------- | -------- | ---------------------------------- |
| Ferreira 71' · Ié 73' | Chi tiết | Ashia 19' · Anaba 79' · Boakye 85' |

| Croatia | 0–2      | Chile                               |
| ------- | -------- | ----------------------------------- |
|         | Chi tiết | Castillo 81' · Šimunović 85' (l.n.) |

| Colombia                                                                        | 1–1 (s.h.p.) | Hàn Quốc |
| ------------------------------------------------------------------------------- | ------------ | --- |
| Quintero 90+4'                                                                  | Chi tiết     | Song Ju-hun 16' |
| Loạt sút luân lưu                                                               |              | |
| Quintero · Bonilla · Aguilar · Borja · Pérez · Perea · Mena · Vergara · Balanta | 7–8          | Woo Joo-sung · Song Ju-hun · Kim Sun-woo · Sim Sang-min · Yeon Je-min · Kang Sang-woo · Han Sung-gyu · Cho Suk-jae · Lee Gwang-hoon |

| Iraq       | 1–0 (s.h.p.) | Paraguay |
| ---------- | ------------ | -------- |
| Shakor 94' | Chi tiết     |          |

### Tứ kết
| Pháp                                                             | 4–0      | Uzbekistan |
| ---------------------------------------------------------------- | -------- | ---------- |
| Sanogo 31' · Pogba 35' (ph.đ.) · Thauvin 43' (ph.đ.) · Zouma 64' | Chi tiết |            |

| Uruguay       | 1–0 (s.h.p.) | Tây Ban Nha |
| ------------- | ------------ | ----------- |
| Avenatti 103' | Chi tiết     |             |

| Iraq                                            | 3–3 (s.h.p.) | Hàn Quốc                                                                                |
| ----------------------------------------------- | ------------ | --------------------------------------------------------------------------------------- |
| Faez 21' (ph.đ.) · Shakor 42', 118'             | Chi tiết     | Kwon Chang-hoon 25' · Lee Gwang-hoon 50' · Jung Hyun-cheol 120+2'                       |
| Loạt sút luân lưu                               |              |                                                                                         |
| Faez · Ismail · Rubat · Shokan · Adnan · Shakor | 5–4          | Kim Sun-woo · Yeon Je-min · Han Sung-gyu · Sim Sang-min · Woo Joo-sung · Lee Gwang-hoon |

| Ghana                                          | 4–3 (s.h.p.) | Chile                             |
| ---------------------------------------------- | ------------ | --------------------------------- |
| Odjer 11' · Assifuah 72', 120+1' · Salifu 113' | Chi tiết     | Castillo 23' · Henríquez 27', 98' |

### Bán kết
| Pháp             | 2–1      | Ghana        |
| ---------------- | -------- | ------------ |
| Thauvin 43', 74' | Chi tiết | Assifuah 47' |

| Iraq                                                                   | 1–1 (s.h.p.) | Uruguay                                                               |
| ---------------------------------------------------------------------- | ------------ | --------------------------------------------------------------------- |
| Adnan 34'                                                              | Chi tiết     | Bueno 87'                                                             |
| Loạt sút luân lưu                                                      |              |                                                                       |
| Faez · Shokan · Kadhim · Tariq · Adnan · Abdul-Raheem · Kamil · Salman | 6–7          | Rodríguez · Pais · Avenatti · Bueno · López · Rolán · Giménez · Silva |

### Tranh hạng ba
| Ghana                                         | 3–0      | Iraq |
| --------------------------------------------- | -------- | ---- |
| Attamah 35' · Assifuah 45+1' · Acheampong 78' | Chi tiết |      |

### Chung kết
| Pháp                                  | 0–0 (s.h.p.) | Uruguay                           |
| ------------------------------------- | ------------ | --------------------------------- |
|                                       | Chi tiết     |                                   |
| Loạt sút luân lưu                     |              |                                   |
| Pogba · Veretout · Ngando · Foulquier | 4–1          | Velázquez · De Arrascaeta · Olaza |

## Vô địch
| Giải vô địch bóng đá U-20 thế giới 2013 |
| --------------------------------------- |
| · Pháp · Lần thứ 1                      |

## Giải thưởng
Các giải thưởng sau đây đã được trao khi kết thúc giải đấu. Tất cả giải thưởng đều được tài trợ bởi Adidas, ngoại trừ giải phong cách.
| adidas Quả bóng vàng   | adidas Quả bóng bạc      | adidas Quả bóng đồng     |
| ---------------------- | ------------------------ | ------------------------ |
| Paul Pogba             | Nicolás López            | Clifford Aboagye         |
| adidas Chiếc giày vàng | adidas Chiếc giày bạc    | adidas Chiếc giày đồng   |
| Ebenezer Assifuah      | Bruma                    | Jesé                     |
| 6 bàn thắng            | 5 bàn thắng (2 kiến tạo) | 5 bàn thắng (1 kiến tạo) |
| adidas Găng tay vàng   |                          |                          |
| Guillermo de Amores    |                          |                          |
| Giải Phong Cách FIFA™  |                          |                          |
| Tây Ban Nha            |                          |                          |

## Cầu thủ ghi bàn
6 bàn thắng
- Ebenezer Assifuah

5 bàn thắng
- Bruma
- Jesé

4 bàn thắng
- Nicolás Castillo
- Yaya Sanogo
- Nicolás López

3 bàn thắng
- Juan Quintero
- Florian Thauvin
- Farhan Shakor
- Abdul Jeleel Ajagun
- Aladje

2 bàn thắng
- Ángelo Henríquez
- Jhon Córdoba
- Ante Rebić
- Ahmed Hassan Koka
- Jean-Christophe Bahebeck
- Geoffrey Kondogbia
- Kennedy Ashia
- Frank Acheampong
- Richmond Boakye
- Ali Faez
- Ali Adnan
- Kwon Chang-hoon
- Ryu Seung-woo
- Olarenwaju Kayode
- Aminu Umar
- Gerard Deulofeu
- Cenk Şahin
- Giorgian De Arrascaeta
- Abbosbek Makhstaliev
- Sardor Rakhmonov
- Igor Sergeev

1 bàn thắng
- Joshua Brillante
- Daniel De Silva
- Jamie Maclaren
- Christian Bravo
- Felipe Mora
- Andrés Rentería
- Marko Livaja
- Stipe Perica
- Maykel Reyes
- Kahraba
- Trezeguet
- Diego Coca
- José Peña
- Conor Coady
- Harry Kane
- Luke Williams
- Paul Pogba
- Jordan Veretout
- Thibaut Vion
- Kurt Zouma
- Michael Anaba
- Joseph Attamah
- Moses Odjer
- Seidu Salifu
- Andreas Bouchalakis
- Dimitris Diamantakos
- Dimitris Kolovos
- Kostas Stafylidis
- Mohannad Abdul-Raheem
- Ammar Abdul-Hussein
- Mahdi Kamil
- Saif Salman
- Jung Hyun-cheol
- Kim Hyun
- Lee Gwang-hoon
- Song Joo-hoon
- Samba Diallo
- Adama Niane
- Marco Bueno
- Jesús Corona
- Jesús Escoboza
- Jonathan Espericueta
- Arturo González
- Uvaldo Luna
- Louis Fenton
- Derlis González
- Brian Montenegro
- Jorge Rojas
- Tiago Ferreira
- Edgar Ié
- Ricardo
- Tozé
- Paco Alcácer
- Derik
- Sinan Bakış
- Hakan Çalhanoğlu
- Salih Uçan
- Okay Yokuşlu
- Federico Gino
- Felipe Avenatti
- Rubén Bentancourt
- Gonzalo Bueno
- Daniel Cuevas
- Luis Gil
- Shane O'Neill
- Diyorjon Turapov

1 bàn phản lưới nhà
- Jozo Šimunović (trong trận gặp Chile)

## Bảng xếp hạng giải đấu
Theo quy ước thống kê trong bóng đá, các trận đấu được quyết định trong hiệp phụ được tính là thắng và thua, trong khi các trận đấu được quyết định bằng loạt sút luân lưu được tính là hòa.

| VT | Đội            | ST | T | H | B | BT | BB | HS | Đ  | Kết quả               |
| -- | -------------- | -- | - | - | - | -- | -- | -- | -- | --------------------- |
| 1  | Pháp           | 7  | 4 | 2 | 1 | 15 | 6  | +9 | 14 | Vô địch               |
| 2  | Uruguay        | 7  | 4 | 2 | 1 | 10 | 3  | +7 | 14 | Á quân                |
| 3  | Ghana          | 7  | 4 | 0 | 3 | 16 | 12 | +4 | 12 | Hạng ba               |
| 4  | Iraq           | 7  | 3 | 3 | 1 | 11 | 11 | 0  | 12 | Hạng tư               |
|    |                |    |   |   |   |    |    |    |    |                       |
| 5  | Tây Ban Nha    | 5  | 4 | 0 | 1 | 9  | 4  | +5 | 12 | Bị loại ở Tứ kết      |
| 6  | Chile          | 5  | 2 | 1 | 2 | 9  | 8  | +1 | 7  | Bị loại ở Tứ kết      |
| 7  | Uzbekistan     | 5  | 2 | 1 | 2 | 7  | 10 | −3 | 7  | Bị loại ở Tứ kết      |
| 8  | Hàn Quốc       | 5  | 1 | 3 | 1 | 8  | 8  | 0  | 6  | Bị loại ở Tứ kết      |
|    |                |    |   |   |   |    |    |    |    |                       |
| 9  | Colombia       | 4  | 2 | 2 | 0 | 6  | 2  | +4 | 8  | Bị loại ở Vòng 16 đội |
| 10 | Bồ Đào Nha     | 4  | 2 | 1 | 1 | 12 | 7  | +5 | 7  | Bị loại ở Vòng 16 đội |
| 11 | Croatia        | 4  | 2 | 1 | 1 | 4  | 4  | 0  | 7  | Bị loại ở Vòng 16 đội |
| 12 | Nigeria        | 4  | 2 | 0 | 2 | 7  | 5  | +2 | 6  | Bị loại ở Vòng 16 đội |
| 13 | Thổ Nhĩ Kỳ (H) | 4  | 2 | 0 | 2 | 6  | 6  | 0  | 6  | Bị loại ở Vòng 16 đội |
| 14 | Paraguay       | 4  | 1 | 2 | 1 | 3  | 3  | 0  | 5  | Bị loại ở Vòng 16 đội |
| 15 | Hy Lạp         | 4  | 1 | 2 | 1 | 4  | 5  | −1 | 5  | Bị loại ở Vòng 16 đội |
| 16 | México         | 4  | 1 | 0 | 3 | 6  | 6  | 0  | 3  | Bị loại ở Vòng 16 đội |
|    |                |    |   |   |   |    |    |    |    |                       |
| 17 | Ai Cập         | 3  | 1 | 0 | 2 | 4  | 4  | 0  | 3  | Bị loại ở Vòng bảng   |
| 18 | El Salvador    | 3  | 1 | 0 | 2 | 2  | 7  | −5 | 3  | Bị loại ở Vòng bảng   |
| 19 | Anh            | 3  | 0 | 2 | 1 | 3  | 5  | −2 | 2  | Bị loại ở Vòng bảng   |
| 20 | Mali           | 3  | 0 | 2 | 1 | 2  | 5  | −3 | 2  | Bị loại ở Vòng bảng   |
| 21 | Úc             | 3  | 0 | 1 | 2 | 3  | 5  | −2 | 1  | Bị loại ở Vòng bảng   |
| 22 | Hoa Kỳ         | 3  | 0 | 1 | 2 | 3  | 9  | −6 | 1  | Bị loại ở Vòng bảng   |
| 23 | New Zealand    | 3  | 0 | 0 | 3 | 1  | 7  | −6 | 0  | Bị loại ở Vòng bảng   |
| 24 | Cuba           | 3  | 0 | 0 | 3 | 1  | 10 | −9 | 0  | Bị loại ở Vòng bảng   |

## Tiếp thị

### Biểu trưng chính thức
Để đánh dấu một năm đếm ngược ngày diễn ra giải đấu, FIFA, cũng như các thành viên của Liên đoàn bóng đá Thổ Nhĩ Kỳ, đã thông báo rằng biểu trưng sẽ được giới thiệu với truyền thông vào ngày 25 tháng 6 năm 2012 tại Ciragan Palace Mabeyn Hall ở Istanbul.
Biểu trưng của thành phố đăng cai cho mỗi sân vận động tham gia đã được trình chiếu cho công chúng vào ngày 20 tháng 3 năm 2013, với mỗi biểu trưng lấy cảm hứng từ môi trường xung quanh. Biểu trưng chính thức là hình ảnh một Người bảo vệ Mắt ác, được đeo hoặc treo trong nhà ở Thổ Nhĩ Kỳ để mang lại may mắn.

### Linh vật
Linh vật chính thức của giải đấu là Kanki, một chú chó con Kangal mắt xanh.

### Bài hát chính thức
Bài hát chủ đề chính thức của giải đấu là "Yıldızlar Buradan Yükseliyor", được dịch là "Xây dựng những cây cầu cho những ngôi sao đang lên", do ban nhạc rock Thổ Nhĩ Kỳ Gece trình diễn.

### Vé
Chi tiết về khu vực truy cập bán vé đã được công bố rộng rãi vào ngày 30 tháng 11 năm 2012.

## Bản quyền phát sóng

### Nam Mỹ
- (Toàn khu vực Mỹ Latinh): ESPN và Fox Sports (phát sóng trực tiếp 40 trận đấu)
- Nam Mỹ và Carribe: DirecTV Sports
- Mexico và Trung Mỹ: Sky Sports Latin America
- Colombia: Caracol Televisión, RCN Televisión
- Uruguay: Monte Carlo TV, Teledoce và Tenfield / VTV  (32 trận được phát sóng trực tiếp trên VTV và VTV Plus)
- Paraguay: SNT, Telefuturo, Tigo Sports (Phát sóng trực tiếp 32 trận trên Tigo Sports hoặc Tigo Sports Plus).
- Mexico: TV Azteca, Televisa, TDN (32 trận phát sóng trực tiếp trên TDN hoặc TDN 2).

### Châu Á
- Indonesia: antv, tvOne

### Châu Âu
- Đức: ARD, ZDF
- Bồ Đào Nha: RTP